# 篠田敬子
篠田敬子（しのだ けいこ、1971年 - ）は、埼玉県ふじみ野市出身の入間ケーブルテレビ・エフエム茶笛のスタッフ・キャスター。
『月刊茶笛』編集も担当している。
極まれにイベントなどの司会者、またはカメラマンとして参加する事もある。
入間ケーブルテレビでは、ベテランのキャスターとして新人スタッフの指導にあたる事もある。
1998年~1999年ではラジオななおでラジオ番組「あなた出番です」を担当していた。

## 入間ケーブルテレビ出演番組
- ドタバタフライデー　毎週金曜日放送　再放送有。
- 週刊いるま
- ニュースあい

ほか。

## エフエム茶笛出演番組
- 気ままにティータイム
- とれたてラジオ
- 木下市長が語るサタデートーク
- しあわせのおくりもの

ほか。

## ラジオななお出演番組
- あなた出番です